# امید شریفی‌نسب
امید شریفی‌نسب (زادهٔ ۲۲ مهٔ ۱۹۷۷) بازیکن فوتبال اهل ایران است.